# Karl Baedeker

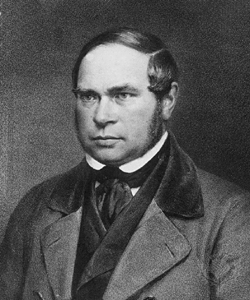
Karl Baedeker

Karl Baedeker, född 3 november 1801 och död 4 oktober 1859, var en tysk bokhandlare.
Baedecker grundade 1827 i Koblenz en senare till Leipzig överflyttad bokförlagsfirma, som i samband med järnvägstrafikens uppkomst och utveckling upptog utgivandet av resehandböcker som specialitet och snart nådde världsrykte på grund av sin omsorgsfullhet och tillförlitlighet.